# Jean IV (roi de Portugal)
Pour les articles homonymes, voir Jean IV.
Jean IV de Portugal, dit Jean le Restaurateur (portugais : Dom João IV o Restaurador), né le 18 mars 1604 à Vila Viçosa et mort le 6 novembre 1656 à Lisbonne, est roi de Portugal de 1640 à 1656.
Il est d'abord connu (1630-1640) sous le nom de Jean II, 8e duc de Bragance. À la veille de sa mort en 1656, l'Empire portugais est à son apogée territoriale, s'étendant sur plusieurs continents .

## Biographie

### Jeunesse et mariage

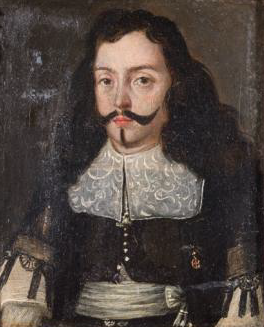
Jean IV de Portugal, Musée d'Évora (auteur inconnu)

Jean naît à Vila Viçosa et est le fils de Théodose II de Bragance (1568-1630), 7e duc de Bragance de 1583 à 1630, ainsi que d'Anne de Velasco. Il est également le petit-fils de Catherine de Portugal , prétendante à la couronne pendant la crise de succession portugaise en 1580. Il succède à son père comme 8e duc de Bragance, sous le nom de Jean II, lorsque celui-ci meurt fou en 1630 . Le jeune duc est décrit comme ayant les cheveux blonds et une taille moyenne .
Ayant échoué dans son projet de mariage en 1625 avec Louise-Marie de Gonzague, en raison de l'opposition espagnole, Jean II de Bragance épouse le 12 janvier 1633, à la frontière d'Elvas, Louise-Françoise de Guzmán (1613 – 1666), fille de Manuel Alonso de Guzmán (1579 – 1636), huitième duc de Medina Sidonia, et de la duchesse Jeanne de Sandoval. Louise-Françoise est sa cousine au troisième degré en tant que petite-fille d'Ana da Silva e Mendonça (fille de Rui Gomes da Silva, prince d'Eboli et duc de Pastrana) et descendante de Ferdinand II de Bragance. Elle est aussi cousine au troisième degré de Gaspar de Guzmán, un favori du roi Philippe IV d'Espagne.

### Révolution portugaise de 1640

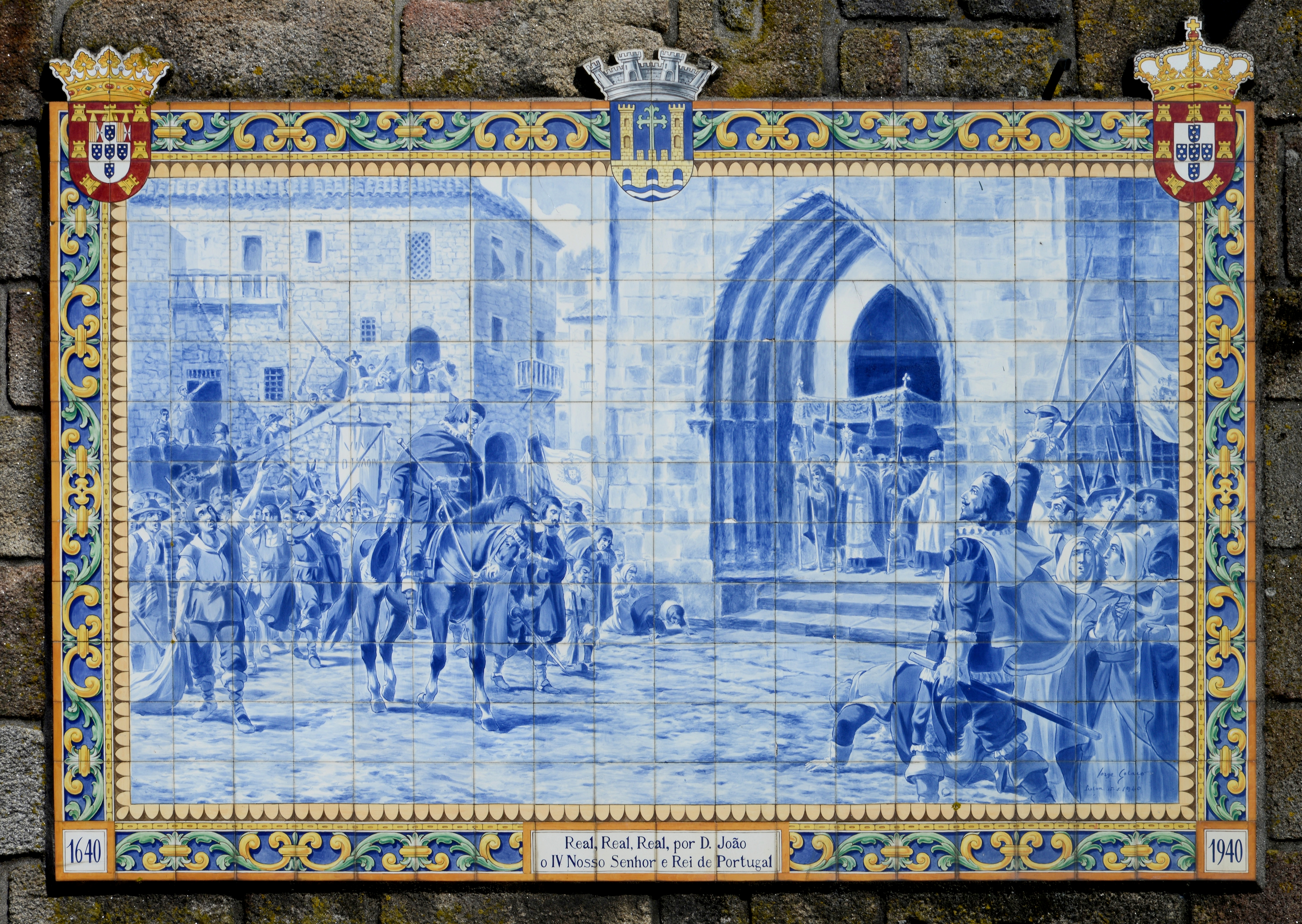
Azulejos de Jorge Colaço (1940), représentant l'acclamation du roi Jean IV de Portugal en 1640, Ponte de Lima.

Le favori du roi d'Espagne, Gaspar de Guzmán, décide d'un plan pour unifier la monarchie espagnole sur le plan de la centralisation opérée par Richelieu et Mazarin en France. Cela signifie la fin de l'indépendance juridique, économique et sociale des différents royaumes des Habsbourg d'Espagne, unis seulement en union personnelle et ce projet fait se soulever, avec l'appui français, la Catalogne. Voyant menacées les séparations politique ainsi qu'administrative vis-à-vis de l'Espagne, la noblesse portugaise, appelée à combattre la révolte en Catalogne contre les Habsbourg, décide de détrôner au Portugal le roi Philippe IV .
La noblesse n'accepte pas de combattre alors que l'Empire portugais est menacé par des puissances étrangères, dont les Hollandais, qui convoitent ses richesses coloniales. Le duc de Bragance se voit offrir le trône par les fidalgos portugais en sa qualité de petit-fils de Catherine de Portugal, fille d'Isabelle de Bragance ainsi que d'Édouard de Portugal, duc de Guimarães et fils du roi Manuel Ier. Le 1er décembre 1640, Jean II de Bragance accepte la couronne portugaise, permettant à la révolution aristocratique de renverser le roi Philippe III de Portugal (également Philippe IV d'Espagne) .

### Règne

Jean IV de Portugal par José de Avelar Rebelo, 1640.

Sous son règne ont lieu les premiers affrontements contre les espagnols, dont la bataille de Montijo en 1644, pour la reconnaissance de l'indépendance portugaise vis-à-vis des Habsbourg d'Espagne.
Il établit une alliance avec la France contre l'Espagne qui dure jusqu'au traité des Pyrénées.
En Asie, les portugais perdent définitivement Malacca en 1641 face aux hollandais. Cependant, entre 1648 et 1649, ils sont victorieux au Brésil lors de la bataille des Guararapes ainsi qu'en Afrique lors de la reconquête de l'Angola et de Sao Tomé-et-Principe.

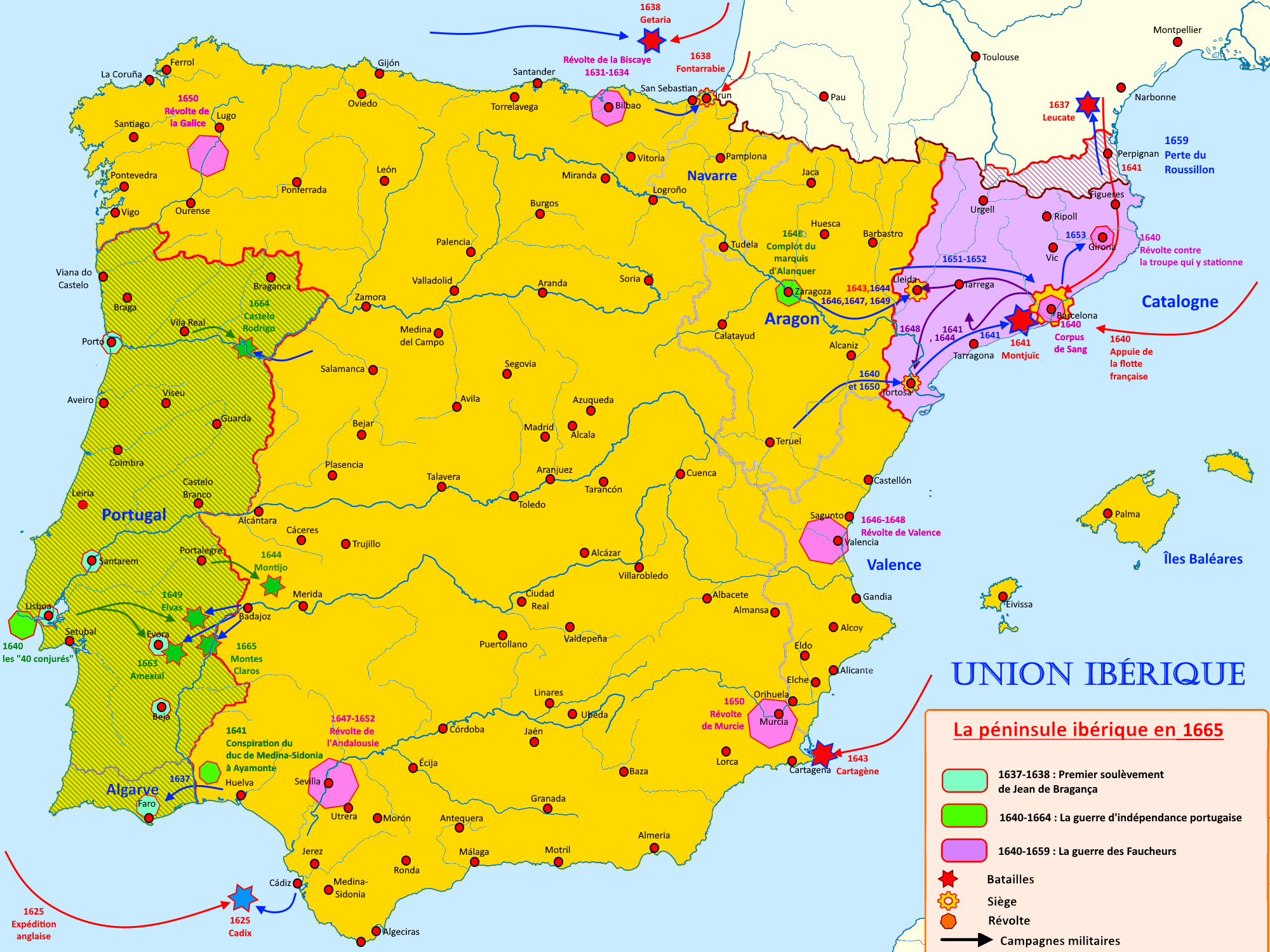
Le Portugal sous Jean IV

En 1646, le roi Jean IV dépose la couronne du Portugal sur la tête de Notre-Dame de la Conception (en portugais : Nossa Senhora da Conceição) dans l'église de Vila Viçosa où se trouve le palais familial. La Vierge Marie est proclamée reine et patronne du Portugal,. Par ce geste, il place la Vierge Marie comme protectrice du royaume portugais. Après cette date, plus aucun souverain portugais ne porte la couronne sur sa tête.
Jean IV est aussi un passionné de musique, dont la musique religieuse. Durant son règne, il rassemble l'une des plus grandes bibliothèques du monde qui est détruite lors du tremblement de terre de Lisbonne de 1755. Parmi ses écrits figurent une défense de Giovanni Pierluigi da Palestrina et une « Défense de la musique moderne » (Lisbonne, 1649) .
Le roi Jean IV meurt en 1656 et son fils aîné lui succède sous le nom d'Alphonse VI .

## Descendance
De son mariage avec Louise-Françoise de Guzmán, Jean IV a plusieurs enfants dont :
- Théodose de Portugal (pt) (1634 – 1653), 1er prince du Brésil, duc de Bragance, mort sans postérité.
- Anne de Bragance (mort-née le 21 janvier 1635)
- Joana, princesse de Beira (18 septembre 1635 - 17 novembre 1653)
- Catherine de Portugal (1638 – 1705), épouse en 1662 Charles II (1630 – 1685), roi d'Angleterre et d'Écosse de 1660 à 1685 — sans postérité survivante. Elle est régente du Portugal (1704).
- Manuel de Bragance (mort-né le 6 septembre 1640)
- Alphonse VI (1643 – 1683), roi de Portugal de 1656 à 1683, épouse en 1666 Marie-Françoise-Élisabeth de Savoie (1646 – 1683), dont le mariage est annulé à Lisbonne. Sans postérité.
- Pierre II (1648 – 1706), roi de Portugal de 1683 à 1706, épouse en 1668 sa belle-sœur la reine Marie-Françoise-Élisabeth de Savoie déjà citée, après l'annulation du mariage du roi son frère et de la reine ; puis il épouse en 1687 Marie-Sophie de Neubourg (1666 – 1699).

Il a également une progéniture illégitime:
- Marie de Bragance (30 avril 1644 - 7 février 1693), fille naturelle.

## Titre complet
Roi de Portugal et des Algarves, de chaque côté de la mer en Afrique, duc de Guinée et de la conquête, de la navigation et du commerce d'Éthiopie, d'Arabie, de Perse et d'Inde par la grâce de Dieu.